# Lupinus leptocarpus
Lupinus leptocarpus är en ärtväxtart som beskrevs av George Bentham. Lupinus leptocarpus ingår i släktet lupiner, och familjen ärtväxter. Inga underarter finns listade i Catalogue of Life.